# Roberto Torretti
Roberto Carlos Torretti Edwards (Santiago de Chile, 16 de enero de 1930 - 12 de noviembre de 2022) fue un filósofo, escritor y académico chileno. Es internacionalmente reconocido por sus contribuciones a la historia de la filosofía de las ciencias, con especial énfasis en física (teoría de la relatividad) y matemáticas (geometría del siglo XIX). Torretti fue autor de más de veinte libros y un gran número de artículos especializados. Fue defensor del realismo pragmático.

## Biografía

### Primeros años
Roberto Torretti nació en Santiago de Chile, el 16 de enero de 1930, siendo el primogénito del matrimonio entre Roberto Torretti Rivera y Valentina Edwards Halle. Era hermano mayor del médico Jorge Torretti. Guarda parentesco familiar con el escritor Jorge Edwards.
Estudio en el English High School y en The Grange School (donde se haría amigo de Carlos Fuentes en su breve paso por Santiago, además de ser compañero de Alberto Pérez y Raúl de Ramón). Viniendo de una formación católica, pasó por una crisis de fe a la edad de 14 años luego de la lectura de The Science of Life de G. P. Wells, H. G. Wells y Julian Huxley; hecho que le llevó a someter a examen sus creencias. Tras una discusión con un jesuita acerca de la aceptación de la teoría darwiniana de la evolución por parte de la institución eclesiástica, y que este apuntara a que se aplicaba sobre todas las formas de vida salvo la humana, Torretti se vio ante la necesidad (por la incoherencia de dicha posición) de romper con su fe católica.
A los 15 años tuvo su primera aproximación autodidacta a la filosofía gracias a la lectura de La decadencia de Occidente de Oswald Spengler, misma edad en la que se volvería sensible al impacto de la ciencia en la sociedad tras la caída de las bombas atómicas en Japón durante la Segunda Guerra Mundial. A los 15 años escribiría un libro - el cual dejaría inconcluso - titulado Ideas para una filosofía en la historia universal, siendo éste "una mezcla de marxismo y Spengler". El propio Torretti se ha referido a él como "una basura". A partir de allí, comenzó a leer con sistematicidad a Platón, Aristóteles, René Descartes, Baruch Spinoza, Gottfried Leibniz, George Berkeley y David Hume. Sería la lectura de Wilhelm Dilthey aquello que gatillaría una orientación historicista que jamás lo abandonó. En historia también fue ávido lector de Arnold J. Toynbee. En lo que respecta a la divulgación científica, fueron de su conocimiento las obras de Louis de Broglie, Desiderio Papp, Max Planck y Albert Einstein.

### Formación académica
En 1949, mientras cursaba su tercer año de Derecho en la Universidad de Chile (carrera de la que terminaría no recibiéndose), ingresó paralelamente a estudiar la Pedagogía en Filosofía en el Instituto Pedagógico. Allí, a nivel de docentes y estudiantes, conocería a egregios personajes de la intelectualidad chilena como Luis Oyarzún, Roberto Munizaga, Eugenio González, Marcos Flores, Luis Oyarzún, Humberto Giannini, Joaquín Barceló, Bogumił Jasinowski, Félix Schwartzmann, Erwin Johan Rüsch, Jorge Millas, Luis Weinstein, Simón Marcelo Neuschlosz y Ernesto Grassi, entre muchos otros; además de que fue ahí donde conoció a quien sería su compañera de vida: la filósofa Carla Cordua. Durante este periodo, notaría la importancia de Immanuel Kant (y del idealismo alemán en general) para el pensamiento europeo y americano de los siglos XIX y XX, hecho del que ya se había percatado prematuramente en sus estudios jurisprudenciales y que motivaría su estudio de estos autores. Por esta época también realizaría sus estudios de alemán, siendo sensible al tópico de la época en Chile según el cual, para estudiar filosofía rigurosamente, se requiere del conocimiento de la lengua germana.
Auspiciado por el Servicio Alemán de Intercambio Académico (DAAD), Torretti se trasladó en 1953 a Alemania para continuar sus estudios de posgrado, lugar de destino en el cual también se encontraba su compañera Carla por motivos idénticos desde 1952. Sería ahí en Friburgo donde la pareja finalmente se casaría, el 11 de julio de 1953. Su paso por el país sería una experiencia agridulce:

[Era una experiencia] Maravillosa. Bueno, era terrible, porque el país todavía estaba muy a maltraer. Estábamos en una zona de ocupación francesa. Nos arrendaron un cuarto que hasta antes de llegar nosotros lo ocupaba un oficial francés. Por obligación tenían que prestarle la casa, pero cuando llegamos eso se acabó. Después nos fuimos a otro, más bonito, fuera de la cuidad, en las montañas. No en Todtnauberg [lugar donde Martin Heidegger tenía una casa], pero parecido, y pasamos un invierno rodeados de nieve. Un día pasamos en bicicleta delante de la casa de Heidegger y yo le dije a Carla: ¿Tocamos el timbre?, y Carla me dijo: Ni por nada, over my dead body, sobre mi cadáver.
Roberto Torretti

Obtuvo el grado de doctor en Filosofía (1954) en la Universidad de Friburgo (Alemania), con una tesis sobre filosofía política guiada por el filósofo germano-húngaro Wilhelm Szilasi (amigo de Ernesto Grassi y Martin Heidegger), titulada "La estructura sistemática del pensamiento político de Fichte" (Der systematische Aufbau des politischen Denkens Fichtes). El paso por ese país marcó su vida y trayectoria profesional, adoptando el modelo alemán en su práctica pedagógica. Una vez terminado el doctorado, sus esfuerzos investigativos se centraron en la filosofía natural y en la historia y filosofía de las ciencias. En entrevistas, Torretti ha mencionado lo mucho que lamenta no haber mantenido la comunicación con Szilasi:

No, desgraciadamente no la mantuve, porque me sentía avergonzado, porque mi doctorado me lo habían regalado. Yo no merecía ese título en el estado de preparación en que estaba; me contaron todos los créditos que había hecho en Chile y lo terminé en tres semestres. Cuando mi libro de Kant salió y se lo mandé, se había muerto recién. Su mujer me escribió una carta muy encantadora, diciéndome que lamentaba tener que informarme de su muerte.
Roberto Torretti

### Inicios como profesional
Después de un breve paso por Chile, donde Torretti enseñaría en la Sede de Valparaíso de la Universidad de Chile (hoy Universidad de Valparaíso), a finales de 1955 partió a Nueva York, Estados Unidos, a trabajar en la Organización de las Naciones Unidas como traductor, ocupación que mantendría hasta 1958, fecha en que le llegó una invitación para integrarse - en compañía de su esposa - a la Universidad de Puerto Rico. Volvería a Chile en 1961 y se incorpora, por invitación de David Stitchkin, a la Universidad de Concepción como profesor y Director del Departamento de Filosofía.

### Etapa en la Universidad de Chile: Fundación del Centro de Estudios Humanísticos y publicación deManuel Kant(1967)

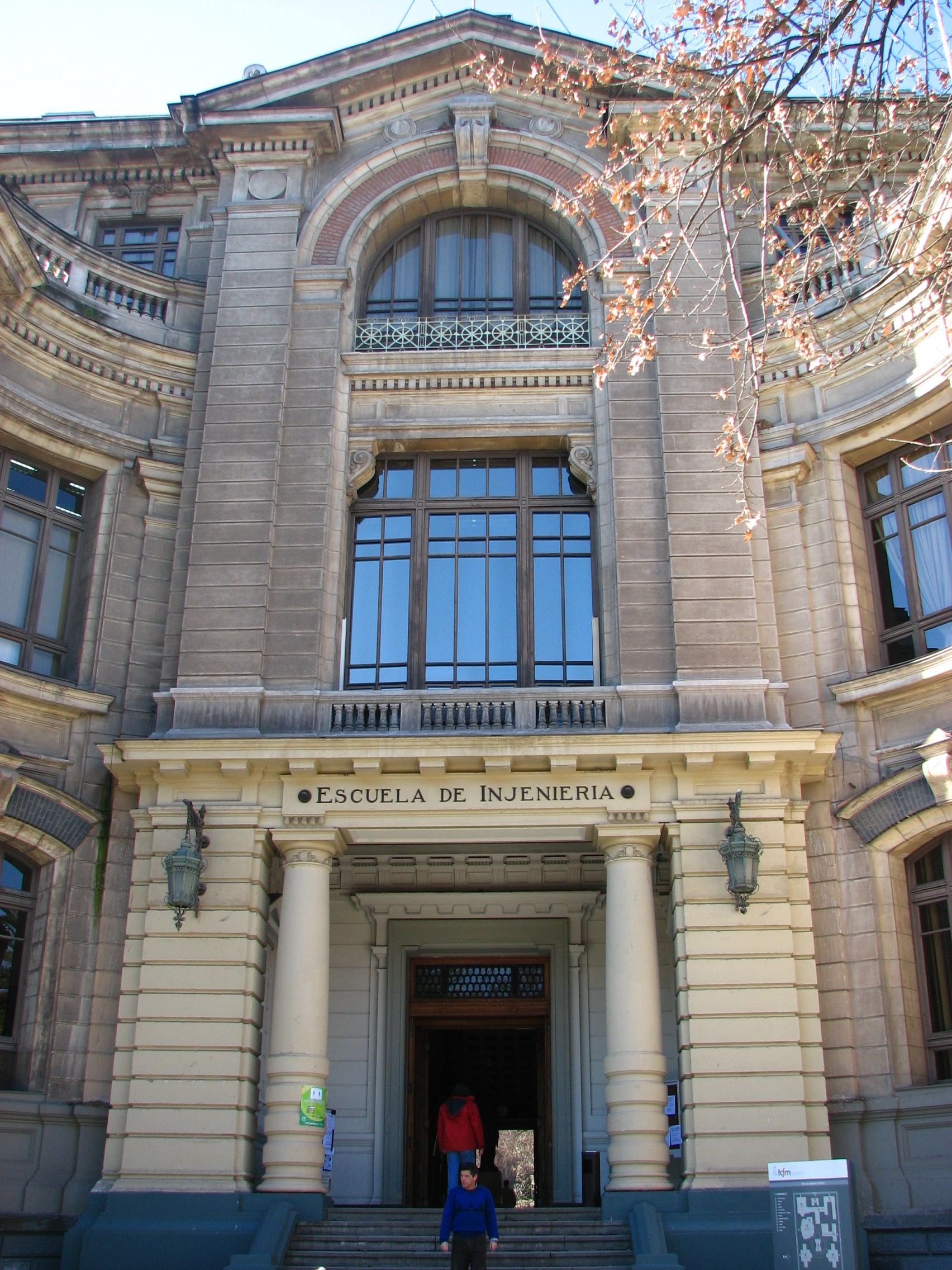
Facultad de Ciencias Físicas y Matemáticas, Universidad de Chile. La palabra "ingeniería" se encuentra escrita con la letra jota debido a la aplicación de la ortografía de Bello.

Posteriormente se trasladó a Santiago donde, por indicación de Enrique D'Etigny Lyon, fundaría en 1964 el Centro de Estudios Humanísticos de la Facultad de Ciencias Físicas y Matemáticas de la Universidad de Chile, siendo Director del Centro. Dicha institución congregaría a grandes intelectuales del momento, como pueden ser Patricio Marchant, Juan de Dios Vial Larraín, Mario Góngora, Rafael Gandolfo, Enrique Lihn y Nicanor Parra. Entre sus méritos, este Centro ayudo en el estudio serio de la obra de Georg Wilhelm Friedrich Hegel en el país. Dirigiría el Centro hasta 1970, fecha en la que volvería a Puerto Rico, hecho que marcaría la decadencia de la institución. Paralelamente, Torretti se adjudicaría la beca alemana Alexander-von-Humboldt Dozentenstipendiat, para el intervalo 1964-65. Sería en este período donde publicaría su primer libro, Manuel Kant. Estudio sobre los fundamentos de la filosofía crítica, así como sus primeras traducciones de textos antiguos y modernos sobre filosofía natural. 

### Etapa en la Universidad de Puerto Rico

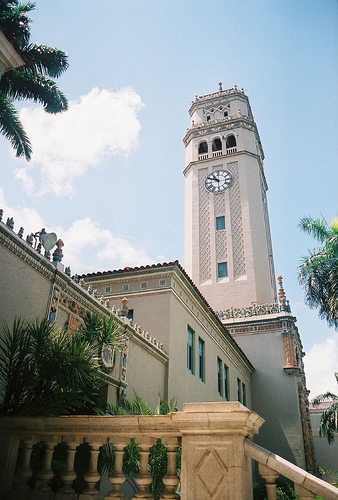
Torre de la Universidad de Puerto Rico.

Ahora radicado en la nación caribeña, Torretti dictó clases de filosofía en la Universidad de Puerto Rico. Allí enseñaría filosofía política, lo que le llevaría a leer a gentes como Thomas Hobbes y Jean-Jacques Rousseau. La institución le ofreció una libertad académica y un ambiente intelectual propicio para el desarrollo de sus investigaciones, suya catalización tuvo como productos algunas de sus más grandes obras: Philosophy of Geometry from Riemann to Poincaré (1978), Relativity and Geometry (1983), y Creative Understanding. Philosophical Reflections on Physics (1990). Torretti también trabajaría junto a su esposa en una nueva visita a la obra de Immanuel Kant, lo cual tuvo por fruto Variedad en la Razón. Ensayos sobre Kant (1992). Se quedaría hasta 1995 (año en el que se jubilaría como profesor ordinario de la Universidad de Puerto Rico) y allí, además de enseñar, dirigió la revista Diálogos desde 1972, la que se transformaría - bajo su dirección - en un referente protagónico de la filosofía en nuestro continente. Esta revista pervive hasta el presente. Además de trabajar en Diálogos, laboró asesorando a Apuntes filosóficos (Caracas), Dianoia (México), Metatheoria (Buenos Aires), Principia (Santa Catarina), Revista de Filosofía (Santiago de Chile), Revista Latinoamericana de Filosofía (Buenos Aires), Studies in the History and Philosophy of Physics (Oxford), Theoria (San Sebastián) y Thémata (Sevilla). Torretti vería en estos hechos un golpe de suerte que condicionaría su trabajo, fama y reconocimiento posterior:

[...] Y luego, los golpes de fortuna: justo cuando estoy terminando la universidad, el Estado alemán está lo suficientemente repuesto como para ofrecer por primera vez una beca y la gano. Eso es un golpe de fortuna. O el año 68, justo estalla la Reforma Universitaria y se casa mi hijo, se va de la casa. Justo a tiempo, en el minuto en que por última vez se daba la situación de que en la Universidad de Puerto Rico estaban dispuestos a contratar a extranjeros y, en particular, a extranjeros que allá consideraban de izquierda. Justo me contratan, y el año 69, en diciembre, gana las elecciones el partido de derecha y viene una reacción fuertísima contra todos estos extranjeros que importaban ideas foráneas. Ahora, como yo ya no representaba esas ideas, porque había sufrido una conversión a raíz de la experiencia chilena, entonces no pasó nada, quedé muy bien, me nombraron catedrático titular rápidamente después de ser profesor invitado, y al poco tiempo, cuando el jefe puertorriqueño se fue, hasta me confiaron la dirección interina del Departamento por un año. No tuve nunca problemas después de estar allá, pero si no es en ese minuto... Ponte tú que yo me hubiera dicho "no, esto de la reforma se va a acabar" y me quedo y después viene el desastre de la Universidad Popular o el peor desastre de la dictadura y yo quiero irme y entonces no tengo entreda a Puerto Rico. Claro, mucha gente que se fue el 73 tuvo entrada a sitios muchos mejores, pero como yo no era de izquierda, tampoco la habría tenido, y me habría quedado aquí anquilosándome por 17 años, durante toda la dictadura.
Roberto Torretti

En lo que a congresos refiere, vale la pena detenerse en dos ocurridos durante los años 70 y 80. En 1970, Torretti participó en el Tercer Congreso Internacional de Kant, el presidió de hecho, donde se ocuparía de la noción de "espacio" en el pensamiento kantiano. Compartió tribuna con importantes kantianos del siglo XX: Eva Schaper, Karl-Otto Apel, Justus Hartnack, Josef Simon, Richard Aquila, Gerhard Knauss, Richard Milton Martin, Ivor Leclerc, Henry E. Allison, Gerd Buchdahl, Ralph C. S. Walker, J. N. Findlay y Margaret Dauler Wilson; entre otros. En 1983, a Torretti le tocaría presidir el VII Congreso Internacional de Lógica, Metodología y Filosofía de la Ciencia organizado por la Philosophy of Science Association. Dicha invitación vendría de la mano de Adolf Grünbaum. Entre sus asistentes se encontraban algunos de los referentes más importantes de la filosofía analítica del momento en áreas como la topología, teoría de modelos, teoría de la computabilidad, sistemas axiomáticos, lógica filosófica, metodología científica, probabilidad, inducción, filosofía de la física, filosofía de la biología, filosofía de las ciencias sociales, filosofía del lenguaje y la ética: Stephan Körner, Peter Aczel, Michael J. Beeson, William Alvin Howard, Boris Zilber, Sy Friedman, Wolfgang Maass, Stevo Todorčević, William Hugh Woodin, Jon Barwise, Johan van Benthem, Maria Luisa Dalla Chiara, Ilkka Niiniluoto, Wolfgang Balzer, Carlos Ulises Moulines, Joseph D. Sneed, Bas Van Fraassen, Haim Gaifman, Frank Jackson, Isaac Levi, Jürgen Ehlers, David Malament, Marjorie Grene, Michael Ruse, Boris Yudin, Jan Smedslund, Eugene N. Sokolov, Amos Tversky, Daniel Kahneman, Rom Harré, Lars Hertzberg, Dan Sperber, Emmon Bach, Laurence Jonathan Cohen, Gerd Buchdahl, David Lee Hull, Vadim Sadovsky, Richard Mervyn Hare, Knut Erik Tranøy, Jean Ladriere y Marian Przełęcki.

### Regreso a Chile y últimos años de vida
Retornado a Chile luego del término de la dictadura, continuaría trabajando, particularmente en cuestiones de orden matemático y físico. En 1998 publicaría El Paraíso de Cantor. La tradición conjuntista en la filosofía matemática, obra que supondría el cambio de marca de Editorial Universitaria, editorial que la coeditó con la Universidad Nacional Andrés Bello. Al año siguiente, de la mano de Cambridge University Press, publicaría The Philosophy of Physics. Entre 1999 y 2001, ocuparía el cargo de profesor de filosofía en la Universidad de Chile, posterior a la cual se retiró de la docencia. Sin perjuicio de aquello, la producción literaria de Torretti no se detuvo, apareciendo en años posteriores Relatividad y espaciotiempo (2003), De Eudoxo a Newton. Modelos matemáticos en la filosofía natural (2007) y Crítica filosófica y progreso científico. Cuatro ejemplos (2008).

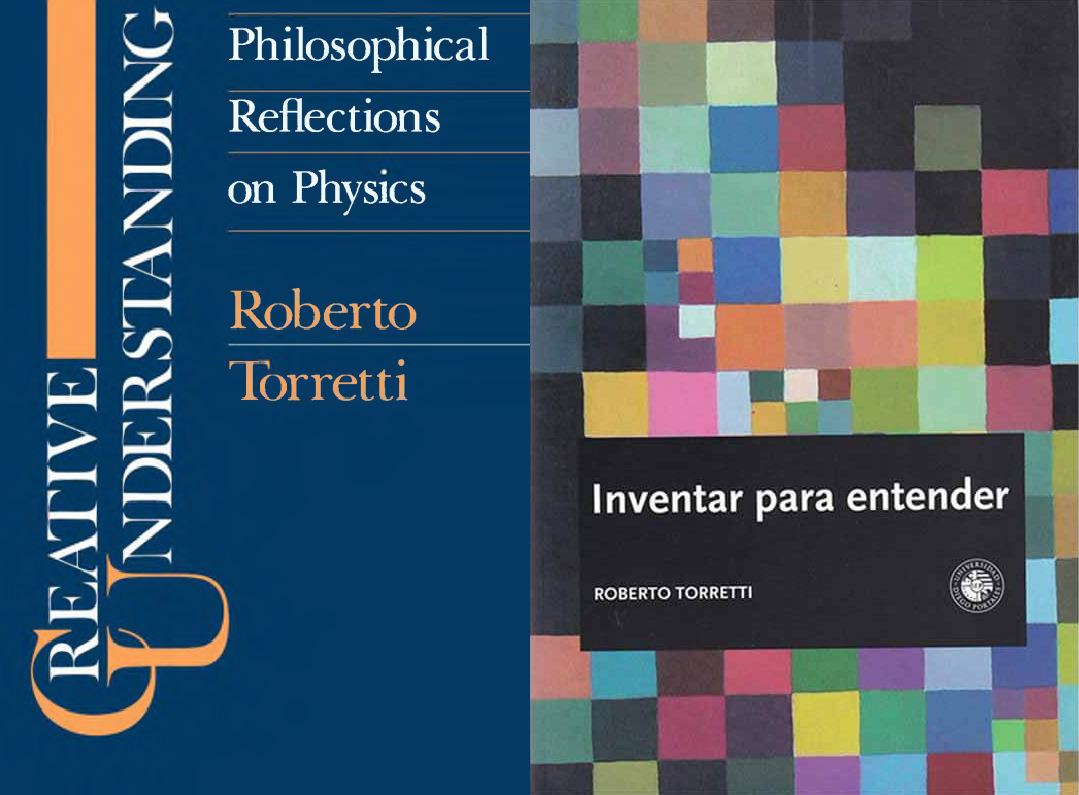
A la izquierda: la portada de Creative Understanding (1990). A la derecha: la portada del mismo libro, pero traducido al español y con el título reformulado por el propio autor como Inventar para entender (2013).

Estos dos últimos textos fueron editados por la Ediciones UDP, quienes desde mediados de los 2000 mostrarían un importante interés por recopilar, editar y publicar un impresionante número de obras de Torretti. La labor de la editorial destacó particularmente reuniendo sus trabajos desperdigados en revistas, llegando a publicar hasta cinco colecciones de ensayos de Torretti: Estudios filosóficos 1957–1987 (2006), Estudios filosóficos 1986–2006 (2007), Estudios filosóficos 2007–2009 (2010), Estudios filosóficos 2010- 2011 (2013) y Estudios filosóficos 2011–2014 (2014). En el cielo sólo las estrellas. Conversaciones con Roberto Torretti (2006) es la publicación como libro de la extensa entrevista que el músico y filósofo Eduardo Carrasco realizó a Torretti (de quien además era amigo), la cual ofrece una aproximación casi inmejorable tanto a la vida personal de Torretti como a sus puntos de vista sobre temas como el arte, la historia y la política.
Por esta época, y con motivo del bicentenario del nacimiento de Charles Darwin, Torretti comenzaría a estudiar filosofía de la biología. Siguiendo esta tónica, compiló y tradujo una serie de ensayos sobre filosofía de la biología, congregados en el volumen Conceptos de gen (2009). El propio Torretti traduciría también al español su Creative Understanding. Philosophical Reflections on Physics, renombrado ahora como Inventar para entender. Reflexiones filosóficas sobre la física (2012). Manuel Kant. Estudio sobre los fundamentos de la filosofía crítica (2013) sería reeditada por cuarta vez, con importantes cambios en las referencias, bibliografía, notas, apéndices, la traducción de las citas y la redacción. Junto a su esposa publicarían Perspectivas (2017), texto en el que reúnen una serie de conferencias dictadas por ellos entre 2013 y 2016. Aparecería en 2019 ''Democracia''. Hitos de la historia de una palabra, siendo esta su última obra original. Finalmente, en 2020, Ediciones UDP publicaría la traducción de Torretti de tres episodios de la guerra del Peloponeso tal y como es narrada por Tucídides, bajo el título Desastres de la Guerra. Esta sería la última obra publicada por Torretti en vida.

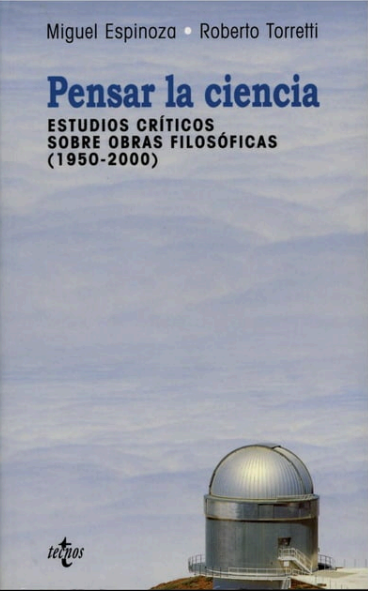
Pensar la ciencia.

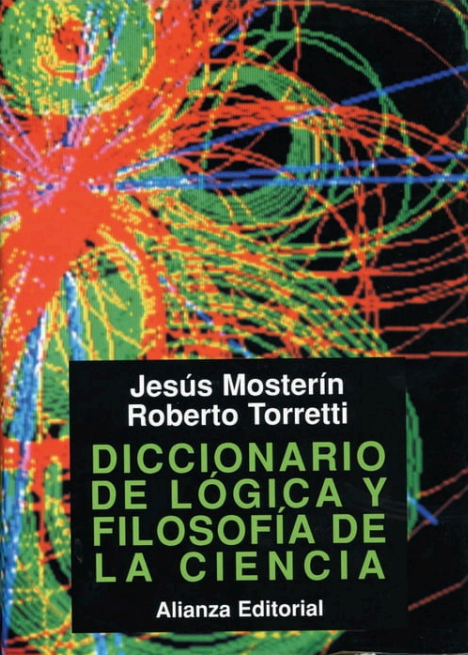
Diccionario de Lógica y Filosofía de la Ciencia.

Al tiempo que realiza esta labor en solitario (salvo las colaboraciones con Carla Cordua), durante estos años de retiro no perdería la oportunidad de trabajar en obras de largo aliento en compañía de otros intelectuales. Junto al filósofo español Jesús Mosterín, Torretti escribiría el Diccionario de Lógica y Filosofía de la Ciencia (2002). Dos años más tarde, y esta vez acompañado por un connacional, el filósofo franco-chileno Miguel Espinoza Verdejo, se publicaría Pensar la ciencia (2004).
Fue nombrado miembro titular de la Academie Internationale de Philosophie des Sciences (1988), y elegido como miembro titular del Institut International de Philosophie (1994). También fue socio honorario de la Sociedad Chilena de Filosofía Jurídica y Social (2006) y miembro honorario de la Asociación de Filosofía e Historia de la Ciencia del Cono Sur (2007). Integró, además, las sociedades científicas Philosophy of Science Association, Sociedad Chilena de Filosofía de las Ciencias y British Society for the Philosophy of Science. La Universidad de Puerto Rico, por su parte, lo nombró Profesor Emérito (2001), mismo reconocimiento que le dio la Universidad Diego Portales (2012); y la Universidad Autónoma de Barcelona le confirió el doctorado honoris causa (2005). Seguiría asesorando a revistas académicas, como fue el caso con la Revista de Estudios Kantianos. En 2011, obtuvo junto a Carla Cordua el Premio Nacional de Humanidades y Ciencias Sociales. El jurado consideró necesaria esta premiación dual con motivo de que, a lo largo de su vida, ambos supusieron

la constitución de un equipo de trabajo intelectual reflejado en la producción de a lo menos una obra en común, publicada en 1992; en un trabajo en ámbitos temáticos compartidos, como son la filosofía moderna y contemporánea, reconociendo cada cual en esa tarea la colaboración e influencia del otro. A raíz del aporte de cada uno en la formación del otro, llegaron a formar una comunidad de trabajo inseparable, asociada a la filosofía y las humanidades.

Finalmente, en 2016, estuvo entre los miembros iniciales de la Sociedad Chilena de Filosofía de las Ciencias (SOCHIFIC), fundada el 15 de septiembre de ese mismo año en Águas de Lindoia, Brasil, con motivo del X Encuentro de la Asociación de Filosofía e Historia de las Ciencias del Cono Sur.
Roberto Torretti murió el 12 de noviembre de 2022. Es considerado uno de los intelectuales chilenos más importantes en su historia, junto a sus connacionales Andrés Bello, Francisco Bilbao y José Victorino Lastarria.

## Pensamiento y obra

### Ponderación de la actitud intelectual de Torretti

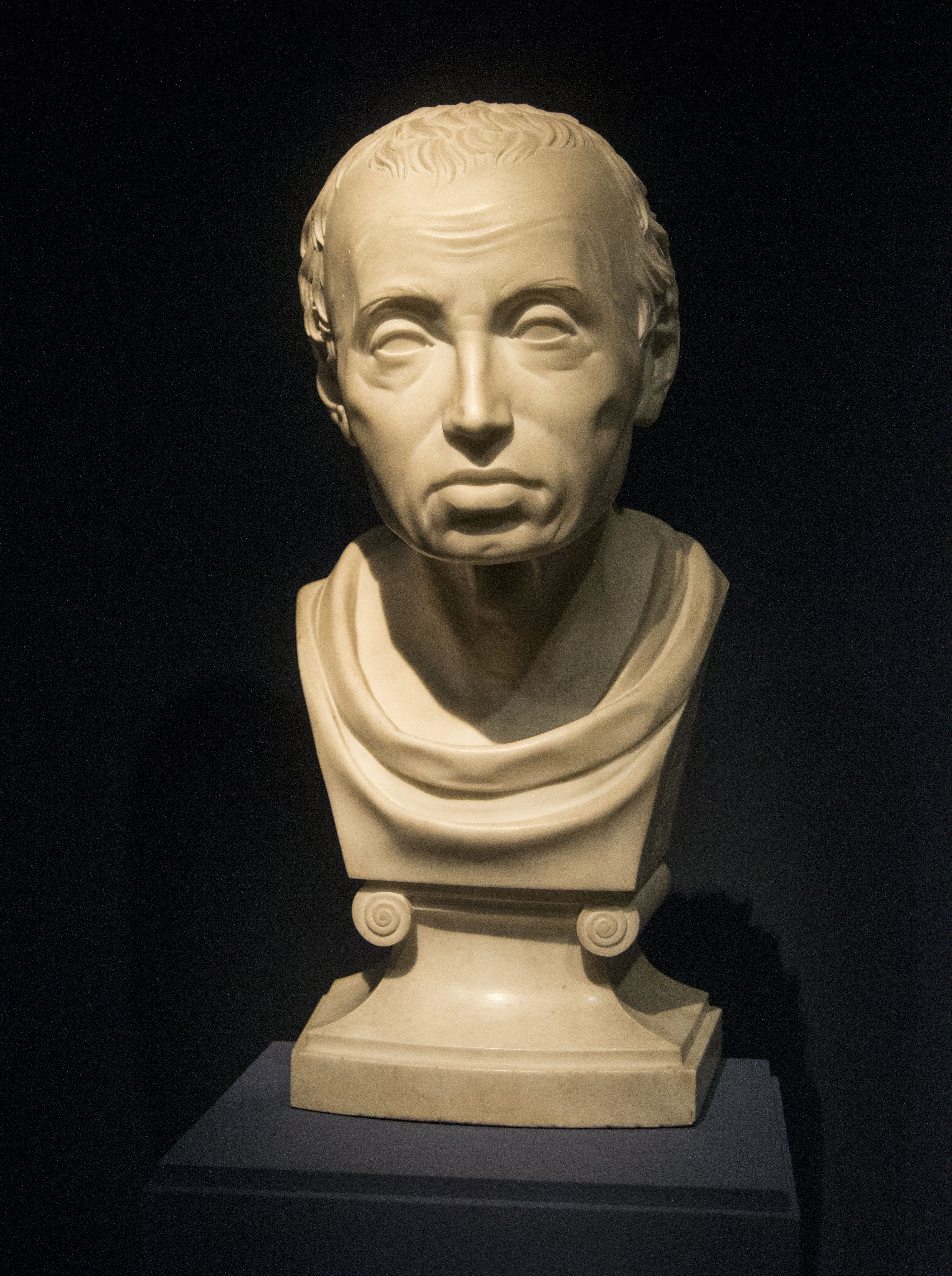
De gran fama son sus traducciones y comentarios de la obra de Immanuel Kant.

Una aproximación a la obra del filósofo chileno permite entrever una serie de rasgos compartidos destacables. El primer rasgo destacable es su historicismo, el cual le hizo buscar aproximarse de primera fuente a las obras que atravesaban sus disquisiciones. Torretti se hallaba versado en múltiples lenguas, y en su calidad de traductor, trajo al español obras escritas en latín, griego antiguo, alemán, francés e inglés. De entre los autores de dichas obras, podemos destacar a personajes de la antigüedad griega como Sófocles y Tucídides, a figuras de la modernidad como Gottfried Leibniz e Immanuel Kant, y a connotados intelectuales contemporáneos como Hilary Putnam. Su nutrido bagaje le permitió hacer reconstrucciones notables de los grandes pensadores de la tradición, realidad que resulta particularmente evidente cuando se observa el tratamiento de figuras como René Descartes, Isaac Newton, James Clerk Maxwell, John Herschel, William Whewell, John Stuart Mill, Ernst Mach, Max Planck, Albert Einstein y otros, cuyas obras abordó directamente con una notable sensibilidad a su respectivo contexto histórico. 
Una segunda característica es su conocimiento experto de ciencias como la geometría y física, lo que le permitió avanzar en interpretaciones filosóficas sólidas de Euclides, Carl Friedrich Gauss, Felix Klein, Bernhard Riemann, Hermann Minkowski, Georg Cantor y Albert Einstein, entre otros. Por otro lado, siguiendo el trabajo ya efectuado por figuras como Pierre Duhem, siempre guardo espacio para el escepticismo hacia la ciencia, buscando siempre someterla a un escrutinio crítico. Para Torretti, la verdad como algo intemporal, así como la idea de ley natural, no son más que el fruto de una pura "nostálgica criptoteología", lo cual le llevaba a ser crítico del realismo científico. No es que él mismo fuera "escéptico", sino que las ciencias - a su juicio - son escépticas en su seno:

Yo de las ciencias no soy escéptico; confío bastante en lo que confían ellas. Y ellas, si usted quiere, son escépticas respecto de verdades definitivas, unitarias y totalitarias. Porque si ciencia aceptada es la mecánica cuántica, y también lo es la relatividad general, entonces ni siquiera se pretende que sean consistentes, ¿verdad? Entonces, no es que yo sea escéptico, es que la ciencia lo es profundamente... La ciencia, no la metafísica que a veces profesan, incluso, los científicos. Pero eso es por mala educación no más.
Roberto Torretti

Torretti tomó en serio el entender a la filosofía como un saber de segundo grado, esto es, desarrolló su reflexión filosófica sobre las ciencias prestando atendiendo a la historia y la práctica de las disciplinas mismas.
Una tercera característica, corolario de la anterior, es la continuidad entre ciencia y filosofía, en la medida en que todas estas suponen el esfuerzo humano por articular nuestra mejor concepción de varios dominios. A lo largo de sus obras, Torretti mostró ser un férreo opositor a la filosofía ejercitada dogmáticamente mediante estructuras anquilosadas, hecho que también le llevó a rechazar toda forma de fundacionismo. La ciencia y la filosofía diligentemente ejercidas han de estar abiertas a rectificar los conceptos e ideas que las sustentas, a la vez que éstas no requieren de un primer fundamento para llevarse a cabo o para ser verdaderas. El pensamiento siempre opera in medias res.

### Posicionamiento político
En su juventud y temprana adultez, solidarizó con el pensamiento marxista, leyendo tempranamente a Karl Marx y luego a otros autores de la talla de Harold Laski, Charles Wright Mills y George Bernard Shaw. También fue un ávido lector de Max Weber, Hans Kelsen y Vilfredo Pareto. Si bien nunca militó, se amistó con intelectuales de izquierda, como Sergio Politoff. Las manifestaciones políticas de Roberto Torretti fueron más bien pocas en su vida. Se pueden destacar su asistencia a la manifestación en favor de Luis Muñoz Marín a la que asistió en 1960, y su posición negativa hacia la reforma universitaria, participando de la organización del plebiscito que terminaría por definir la victoria o derrota de la misma. Para 1970, Torretti ya no se consideraba a sí mismo marxista, fruto de un desengaño que empezó a gestarse a partir de 1961, viendo que los comunistas (ya fueran chilenos o soviéticos) no querían renunciar a sus privilegios de clase, buscando solamente desplazar a aquellos situados por encima de su propia posición; aproximándose a la Democracia Cristiana y al Partido por la Democracia (llegando a considerar, ahí por 2006, a Ricardo Lagos como el mejor presidente de Chile en la historia reciente).En su madurez, se mostró afín al liberalismo. Con todo, hasta el final de su vida jamás se mostró afín a la derecha, fuera esta la derecha chilena o la estadounidense:

Bueno, con la derecha chilena no he sentido afinidad jamás. Por otro lado, la mayor alegría políticamente motivada de mi vida la tuve el día que la Unión Soviética se partió en pedazos, y todavía estoy contento con la hegemonía de los Estados Unidos. Dentro de Estados Unidos hay una ultraderecha y una semiizquierda, y yo soy de la semiizquierda; en cuanto americano, soy demócrata, no republicano, nunca simpaticé con los candidatos republicanos, nunca, nunca, nunca, en todos los años que viví allá. Y con este de ahora menos que con ninguno, porque eso de que sea a born again Christian me para los pelos de punta. Me repugna su afán de nombrar jueces partidarios de restringir la libertad de elección de las mujeres. O sea, que en esa división muy fuerte entre ser pro-Bush y ser anti-Bush, claro, yo soy decididamente anti-Bush.
Roberto Torretti

### Antipatía hacia la religión
Aunque era ateo desde su juventud, Torretti no tenía sentimientos especialmente negativos dirigidos hacia lo religioso, y fueron sus escasas sus lecturas religiosas (Miguel de Unamuno y Karl Adam, por ejemplo). En momentos de duda espiritual suscitados durante su adultez temprana, llegaría a mantener reuniones confesionales con el santo jesuita Alberto Hurtado. En su paso por la Universidad de Chile polemizó con aquellos que buscaban negar puestos en la institución a determinadas personas por ser católicas. No obstante, ya en su senectud desarrolló una antipatía por la religión. Concretamente, sobre el catolicismo conservador chileno:

[...]  Ahora [la antipatía religiosa] la he desarrollado, pero muy ligada a la contingencia chilena, donde hay mucho católico vocinglero. No el católico común y corriente, sino esos que escriben a los diarios y que recurren a los tribunales para coartar la libertad del prójimo. Me tienen muy irritado por la campaña que hicieron contra la Ley de Divorcio, por la campaña que hicieron por la película de Scorsese y por otras campañas extemporáneas que inician de vez en cuando; en general, por este afán de regularle la vida a personas que no son católicas.
Roberto Torretti

### Sobre sus principales obras individuales
Su monumental Manuel Kant. Estudio de los fundamentos de la filosofía crítica (1967) es considerada como una de las más importantes obras sobre el pensamiento de Kant. Esta obra trata: 1) los fundamentos de las doctrinas de Kant sobre el espacio y el tiempo, 2) las nociones de espacio y tiempo, 3) la deducción de las categorías, y 4) el problema de la cosa en sí. Desde el principio esta obra fue concebida como un apoyo para todo hispanohablante que quiera aproximarse a la filosofía crítica kantiana. Esta obra vio su génesis producto de la obtención de la Beca Humboldt a la que Torretti postuló por recomendación del, por aquel entonces, Director del Goethe-Institut, José Raczynski (invitación que también se le hizo llegar a Carla Cordua, a la cual no postuló). Originalmente pensaba en dedicar su primera obra a Hegel, pero en vista de los tiempos y considerando que en su paso por Alemania ya había estudiado las tres Críticas kantianas, centrarse en el pensador prusiano resultó ser lo más razonable. Se trasladó al Kant-Archiv en Bonn, dirigido entonces por Gottfried Martin.

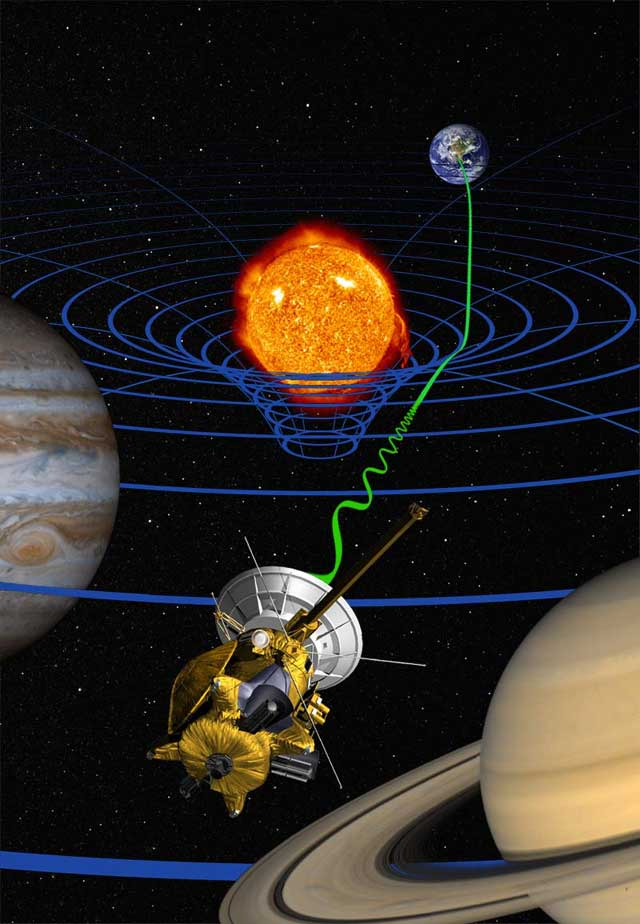
Impresión de un artista sobre la teoría de la relatividad.

Philosophy of Geometry from Riemann to Poincaré (1978) es el primer estudio histórico-crítico publicado en inglés sobre ese tema, después del libro de Bertrand Russell, Foundations of Geometry (1897). Este libro, acompañado por las recomendaciones de Hans Schwerdtfeger y Hans Freudenthal, estudia la evolución de los conceptos geométricos en la historia moderna - desde Bernhard Riemann hasta David Hilbert y Henri Poincaré - y su impacto en las disputaciones científicas y filosóficas. Esto libro supuso un hito dentro la filosofía de la matemática y de la física:

Cuando se publicó esta obra, no existía un tratamiento detallado de la filosofía de las geometrías no euclídeas, aparte del que se encontraba en los tratados generales sobre la filosofía del espacio y del tiempo (como los de Reichenbach [Philosophie der Raum-Zeit-Lehre,] 1928 o Sklar [Space, Time and Spacetime,] 1974), que era relativamente breve. Hasta la fecha no se ha publicado otro estudio sobre el tema de la misma envergadura y profundidad que el de Torretti, por lo que sigue siendo una referencia obligada para todos los estudiosos de la filosofía de la geometría.
Alejandro Cassini

Relativity and Geometry (1983) es un análisis conceptual de las teorías de la relatividad de Albert Einstein, centrado en dilucidar la motivación y el significado de los cambios introducidos por Einstein en la geometría física, tanto en la primera como en la segunda fase de la relatividad. Por el rigor con que está escrito, donde se aplica el método histórico-crítico, ha sido comparado por algunos especialistas con la interpretación y desarrollo que Ernst Mach hizo de la teoría de Isaac Newton en su libro de 1883, Die Mechanik in ihrer Entwicklung historisch-kritisch dargestellt (disponible en español como Desarrollo histórico-crítico de la mecánica).
Creative Understanding. Philosophical Reflections on Physics (1990), traducido al español como Inventar para entender. Reflexiones filosóficas sobre la física (2012), expone la tesis según la cual los conceptos científicos, como cualquier otro concepto, surgen en el curso de la historia y la praxis y, por lo tanto, pueden considerarse como invenciones de un "entendimiento creador":

[...] Para poder entender, no disponemos de conceptos a priori originarios impuestos al espíritu humano por Dios, o por lo que sea, sino que los conceptos surgen en el curso de la historia, y eso, el surgimiento de algo nuevo en la vida mental es lo que llamamos 'inventar'. Entonces, si resulta que el concepto de sustancia, el concepto de cosa, no lo tenían los monos, y lo tuvo por primera vez el hombre de Neanderthal o algún homínida antes que él, pues ahí se inventó el concepto de cosa y, desde entonces, pasó a ser una categoría de entendimiento [...]
Roberto Torretti

No basta solo con dar cuenta del momento de acuñación de los conceptos. Es tanto o más importante estudiar la evolución y desarrollo de los mismos a nivel histórico:

[...] Aunque por otra parte no creo que la categoría de sustancia, como la concibe Kant, fuera lo mismo que para Aristóteles o para los homínidas o siquiera para el sentido común contemporáneo. Para Kant, a lo único que propiamente se aplica el concepto de sustancia es a al materia monomorfa que se conserva; en cambio, para Aristóteles, una vaca es una sustancia distinta de un caballo; ahí tienes dos sustancias. Y para el sentido común, hasta un mantel es una sustancia, una cosa; un libro es otra, y un caballo es otra; en cambio, según la doctrina de Aristóteles en los manteles hay una forma postiza, artificial, montada sobre la sustancia natural, que será ¡qué se yo! el hilo de algodón o la planta de algodón de donde salió el hilo. Sepa Dios cómo lo entendía, nunca lo explicó bien. Hay textos donde Aristóteles menciona objetos artificiales como ejemplos de sustancia en la presentación didáctica, pero ésa no puede ser propiamente la doctrina aristotélica, pues la sustancia propiamente tal tiene que estar gobernada desde dentro por su propia forma. Eso sería el aristotelismo, pero no sé si ésa sería la visión del hombre de Neanderthal, no creo. Hay, pues, uan historia de los conceptos, los conceptos se inventan, esto es, surgen, y con ellos entendemos [...]
Roberto Torretti

Debido a que la tesis se ejemplifica con la experiencia de la física, el libro se subtitula Reflexiones filosóficas sobre la física. La amplitud de temas que trabaja es bastante numerosa: observación, conceptos, teorías, probabilidad y necesidad. Siguiendo en esto a Platón, es labor del pensamiento, de la actividad racional, articular el mundo, produciéndolo:

El mundo es como un pollo y hay que cortarlo en las articulaciones como un buen cocinero, y eso es lo que tiene que hacer la ciencia, el pensamiento. No creo que Platón distinguiera entre ciencia y filosofía. Cuando yo digo "inventar para entender" quiero decir que primero hay que inventar las articulaciones. Por eso, digo: el mundo se articula. No digo: está articulado [...]
Roberto Torretti

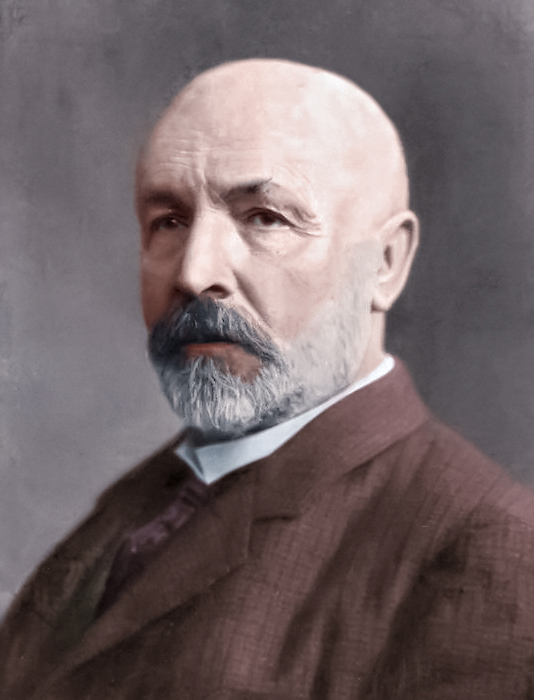
Georg Cantor.

La geometría del universo y otros ensayos de filosofía natural (1994) es una obra donde, nuevamente, trata cuestiones orientadas a la teoría de la relatividad y la cosmología asociada a ella (la idea de "universo", la caracterización de la ciencia cosmológica, los principios de la relatividad general, entre otros), así como también aborda problemáticas surgidas de la mecánica cuántica (el papel del observador en la física, por ejemplo).
El Paraíso de Cantor. La tradición conjuntista en la filosofía matemática (1998) traza la historia de esta tradición desde sus inicios en Georg Cantor y Richard Dedekind hasta su descalabro con Paul Cohen y la demostración de los teoremas de independencia en el conjunto de teorías de elección de axioma y la hipótesis del continuo generalizada. Este libro, a partir de la exposición de la teoría de conjuntos de Cantor, pone a la luz el problema de los fundamentos de las matemáticas y recorre los principales aportes y discusiones que tomaron lugar durante los primeros 30 años del siglo XX, desde el programa de Hilbert de axiomatización de las matemáticas, su evolución, sus cambios y adecuaciones, hasta el giro que tomó el programa con ocasión de la aparición de los teoremas de incompletitud de Gödel. 

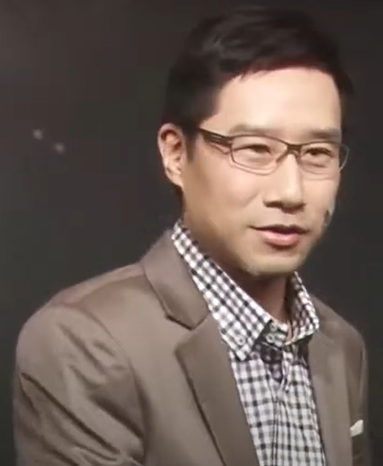
Hasok Chang.

The Philosophy of Physics (1999) fue un texto que Gary Hatfield le invitó a escribir a Torretti. En él, se resumen los conceptos fundamentales en que se asienta el desarrollo de la física y muestra de qué modo la filosofía ha aportado a la evolución de esta ciencia, constituyéndose esta obra además, como una introducción al pensamiento contemporáneo sobre esta materia. Relatividad y espaciotiempo (2003) sería una nueva oportunidad para trabajar cuestiones de orden físico y geométrico. De Eudoxo a Newton (2007) tiene como objetivo mostrar, ocupando el concepto de modelo matemático como guía, las fuentes griegas del pensamiento cosmológico físico-matemático de Galileo Galilei y Isaac Newton, cuyas teorías físicas y astronómicas se basan en la geometría euclidiana y la aritmética y el álgebra elementales.
En Crítica filosófica y progreso científico (2008), Torretti aborda cuatro cuestiones de la historia y la filosofía de la física para poner a prueba las opiniones de Hasok Chang sobre la historia y la filosofía de la ciencia. Se estudian cuatro fenómenos históricos de la física: 1) el rol del espacio absoluto en la dinámica newtoniana, 2) la contracción de varas y el atraso de los relojes en la teoría especial de la relatividad, 3) la supervivencia del éter en la electrodinámica posterior a Michael Faraday, y 4) el intento de basar la asimetría temporal del acontecer en las leyes fundamentales de la naturaleza.
''Democracia''. Hitos de la historia de una palabra (2019) es un esfuerzo de Torretti por reunir información histórica sobre la palabra "democracia". Concretamente, se centra en dos hitos que involucran al término: 1) el uso de δημοκρατία en la Grecia del siglo V a. C. y 2) la "reinvención de la democracia" entre los siglos XVIII y XIV en Estados Unidos.

### Sobre sus principales obras colaborativas

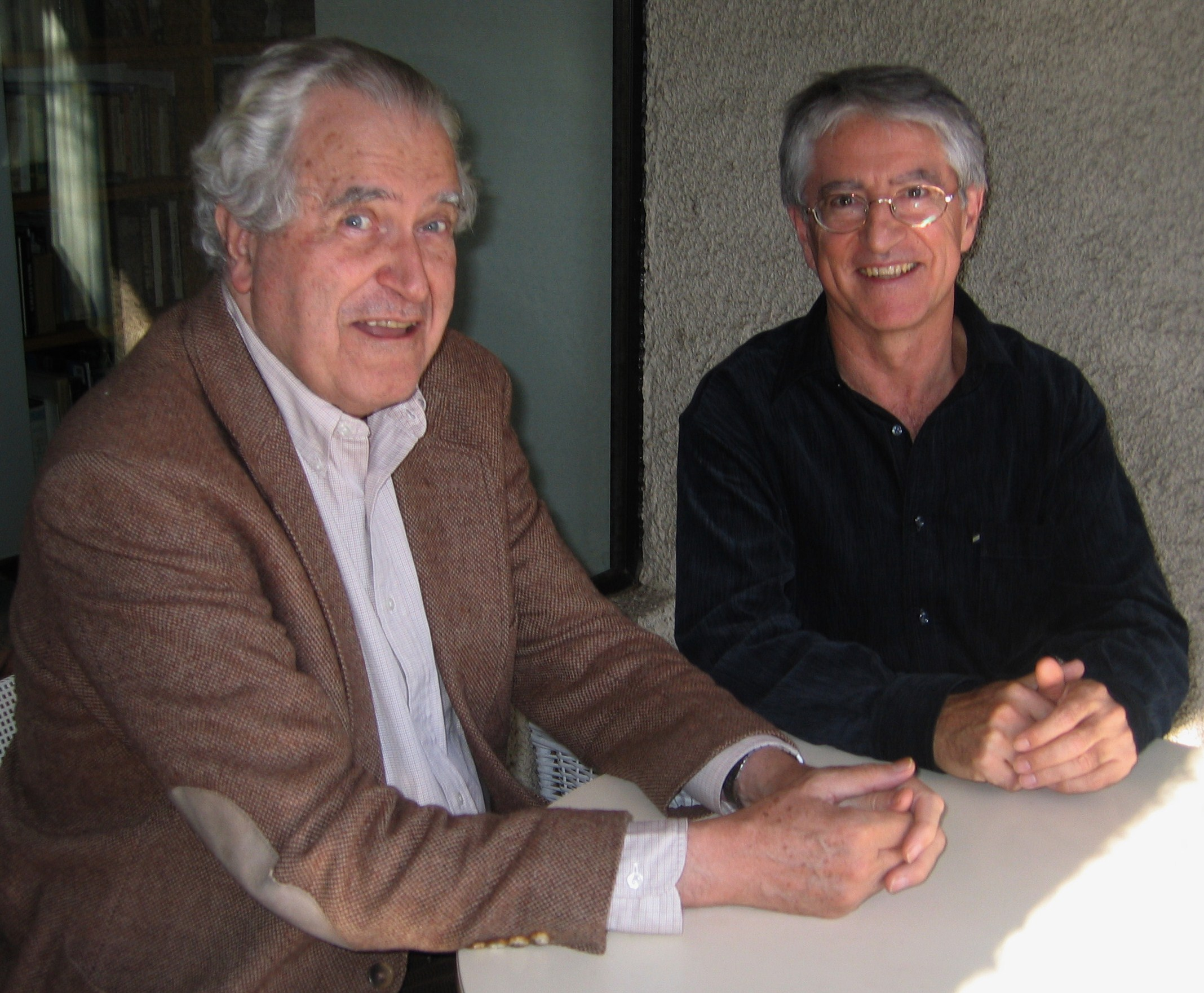
Roberto Torretti y Jesús Mosterín en Santiago de Chile en 2004.

El aclamado Diccionario de Lógica y Filosofía de la Ciencia (2002) escrito junto a Mosterín resultaría ser una obra pionera y única en su tipo, sin equivalente en otras lenguas (sin perjuicio de la existencia de diccionarios excelentes como Dictorionary of the History of Science (1982) de William F. Bynum, Janet Browne y Roy Porter, el Dictionary of Logic as Applied in the Study of Language. Concepts / Methods / Theories (1981) editado por Witold Marciszewski, o el Dictionnaire d'histoire et philosophie des sciences (1999) editado por Dominique Lecourt). La redacción de este texto surgió de la necesidad endógena a las prácticas científica y filosófica de contar con una herramienta de trabajo para quienes lean, estudien y enseñen lógica y filosofía de las ciencias en Iberoamérica. Esta obra también fue pensada con la esperanza de contribuir a la regularización y afinamiento del uso terminológico de quienes escriben sobre estas materias en castellano, al estos no figurar o no ser explicados óptimamente en los diccionarios de la lengua española y a veces tampoco en los propios diccionarios filosóficos:

La filosofía de la ciencia se sitúa en la frontera o interfaz entre la ciencia y la filosofía, que es el terreno donde se plantean muchas de las cuestiones más fascinantes del pensamiento actual. Tanto el lector curioso como el estudiante o el docente profesional, si quieren seguir tales discusiones y tomar parte activa en ellas, tienen que entender las cuestiones fundamentales que se plantean en las ciencias más avanzadas, al menos en sus líneas generales, y para ello necesitan una mínima comprensión de sus nociones más básicas. Por eso este diccionario no se limita a exponer las polémicas y doctrinas filosóficas, sino que suministra también la definición precisa y algunas explicaciones sobre los conceptos centrales de la física y la cosmología, así como de las matemáticas subyacentes y de la lógica que permite analizarlas con rigor.
Roberto Torretti y Jesus Mosterín.

En Pensar la ciencia (2004), Torretti y Espinoza dan cuenta de las obras de algunos de los científicos y filósofos de las ciencias más importantes del siglo XX, circunscritas al intervalo 1950-2000. Concretamente, se revisan obras de Hermann Weyl, Michel Ambacher, Carl Hempel, Théodore Vogel, Claude-Paul Bruter, Karl Popper, John Carew Eccles, René Thom, Bernard d’Espagnat, Jean Largeault, Jean-Pierre Changeux, Mario Bunge, Murray Code, Jean Hamburger, Paul Feyerabend, Roger Penrose, David Ruelle e Ilya Prigogine.

## Impacto y recepción
El impacto del trabajo de Torretti en la comunidad filosófica es sustancial y multifacético. El grueso del público, particularmente el hispanohablante, está familiarizado con el nombre de Torretti gracias a sus contribuciones académicas a la filosofía trascendental kantiana y sus interpretaciones de la filosofía natural desde los antiguos griegos hasta los pensadores modernos. Torretti jugó un rol central en el desarrollo del pensamiento chileno del siglo XX, lo que ha quedado de manifiesto a través de sus más de doscientas publicaciones, entre libros, artículos, ensayos y reseñas; sumpliendo en cierta forma la escasez de autores filosóficos en el país, motivada por el prestigio de la actividad literaria y las ciencias sociales frente a la reflexión filosófica. No obstante, en el mundo filosófico anglosajón es conocido por sus contribuciones a la filosofía de la geometría y la física (particularmente en la teoría de la relatividad); y su visión historicista de la ciencia ha logrado encontrar puntos de convergencia con importantes filósofos contemporáneos (como es el caso de Hasok Chang y Jan von Plato).
De entre las múltiples obras que dan cuenta de la recepción del pensamiento de Torretti, vale la pena destacar:
- En 2010, David Teira organizó y publicó un Simposio en la revista Teorema (España), bajo el título La filosofía de la ciencia de Roberto Torretti, que incluye cuatro reseñas de los libros de Torretti encargadas a los filósofos Juan Bautista Bengoetxea, Ricardo Parellada, José Romo y Xavier de Donato, incluyendo una respuesta del propio Roberto. Concretamente: Crítica filosófica y progreso científico. Cuatro ejemplos, Estudios filosóficos 1957–1987, De Eudoxo a Newton. Modelos matemáticos en la filosofía natural y Estudios filosóficos 1986–2006.[49]
- En 2016, gracias al esfuerzo de los filósofos Juan Redmond y Rodrigo López Orellana, la Revista de Humanidades de Valparaíso publicó un volumen en honor a Roberto Torretti, que incluye contribuciones de Alejandro Cassini, Jordi Cat, Hasok Chang, José Ferreirós, Olimpia Lombardi, Carlos Ulises Moulines, Luis Pavez, Wilfredo Quezada, Hans-Jörg Rheinberger, Adán Sús, David Teira, junto con un artículo original del propio Torretti.[50]
- El año 2019, SCIENTIA, el Grupo de Estudios de Filosofía de las Ciencias de la Universidad de Chile (a cargo de Cristián Soto), llevó a cabo un grupo de lectura anual sobre la filosofía de las ciencias de Roberto Torretti. La selección de manuscritos fue llevada a cabo bajo la asesoría del propio Torretti.[51]
- En 2023, y bajo la dirección de Cristián Soto, Springer publicaría el volumen 477 de su Synthese Library, con el título Current Debates in Philosophy of Science. In Honor of Roberto Torretti. Un detalle a destacar es que este libro, en sus desarrollos iniciales, fue conocido por el propio Torretti, quien gustoso dio consejos sobre la estructura del mismo y sugirió nombres de posibles contribuyentes. Participaron de él Cristián Soto, Katherine Brading, Qiu Lin, Thomas Ryckman, Olimpia Lombardi, Otávio Bueno, Jeremy Butterfield, Henrique Gomes, Patricia Palacios, John D. Norton, Charlotte Werndl, Roman Frigg, Pablo Acuña, Alejandro Cassini, Jonas R. Becker Arenhart, Aldo Filomeno, Hernán Lucas Accorinti, Sebastián Fortín, Manuel Herrera y Jesús Alberto Jaimes Arriaga.[52]
- También en 2023, la Revista Cogency. Journal of Reasoning and Argumentation dedicó una tirada de la misma (volumen 15, número 1) al pensamiento de Torretti. El volumen comienza con dos ponencias presentadas en la “Jornada en Homenaje a Roberto Torretti”, realizada por la Universidad Diego Portales el 27 de marzo de 2023; seguidas de cinco estudios especializados que investigan algunos problemas propios de su pensamiento: la interpretación de la filosofía teórica y práctica de Immanuel Kant, así como también la historia y la filosofía de la ciencia.[53] Participaron en esta instancia Mario Caimi, Hernán Pringe, Óscar M. Esquisabel, Gastón Giribet, Laura Pelegrin, Eduardo Molina y Olimpia Lombardi.

Tras su muerte, hubo multitud de eventos de homenaje como los organizados por el Centro de Estudios Públicosy la UNED.

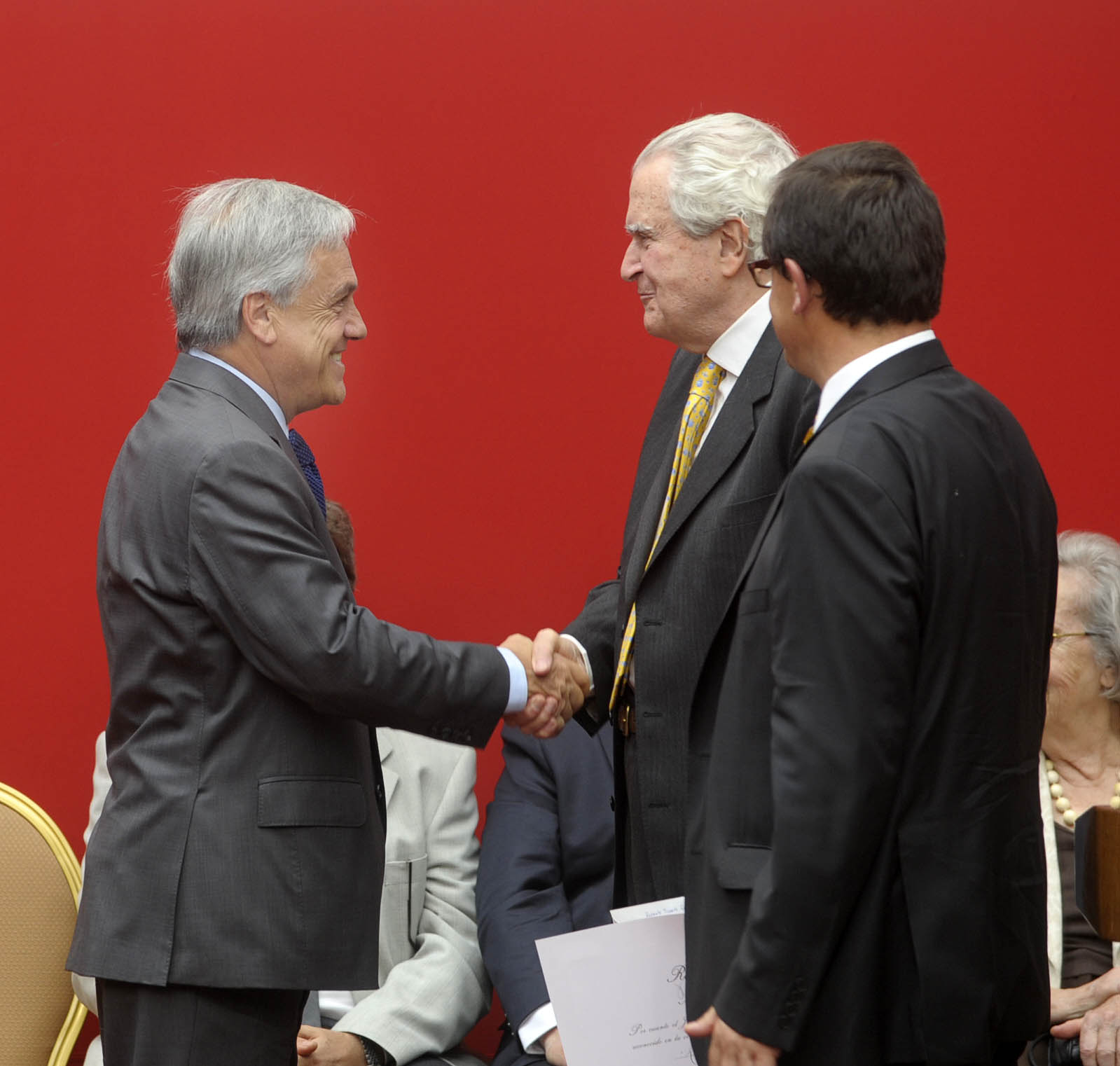
El presidente chileno Sebastián Piñera felicita a Roberto Torretti tras recibir el Premio Nacional de Humanidades y Ciencias Sociales.

## Premios, becas y distinciones
- Beca del Servicio Alemán de Intercambio Académico (DAAD), 1953-1954 (a la cual postuló por recomendación de Erwin Johan Rüsch).[56]
- Alexander-von-Humboldt Dozentenstipendiat, Kant-Archiv, Bonn, 1964-1965 (a la cual postuló por recomendación de José Raczynski).[56]
- Beca Guggenheim, 1975-1976 (a la cual postuló por recomendación de Mario Bunge, José Ferrater Mora, Héctor Neri Castañeda y Joaquín Barceló).[57]
- Beca Guggenheim, 1980-1981.
- Fellow, Pittsburgh Center for the Philosophy of Science, 1983-1984.
- Doctor honoris causa por la Universidad Autónoma de Barcelona, 2005.
- Premio Nacional de Humanidades y Ciencias Sociales de Chile, 2011 (ex aequo con Carla Cordua).

## Publicaciones seleccionadas

### Libros
- Torretti, R. (1978). Philosophy of geometry from Riemann to Poincaré. D. Reidel Publishing Co.
- Torretti, R. (1983). Relativity and Geometry. Dover.
- Torretti, R. (1994). La geometría del universo y otros ensayos de filosofía natural. Consejo de Publicaciones de la Universidad de los Andes.
- Torretti, R. (1998). El Paraíso de Cantor. La tradición conjuntista en la filosofía matemática. Editorial Universitaria.
- Torretti, R. (1999). The Philosophy of Physics. Cambridge University Press.
- Torretti, R. (2003). Relatividad y espaciotiempo. RIL editores.
- Torretti, R. (2006). Estudios filosóficos 1957–1987. Ediciones Universidad Diego Portales.
- Torretti, R. (2007). De Eudoxo a Newton. Modelos matemáticos en la filosofía natural. Ediciones Universidad Diego Portales.
- Torretti, R. (2007). Estudios filosóficos 1986–2006. Ediciones Universidad Diego Portales.
- Torretti, R. (2008). Crítica filosófica y progreso científico. Cuatro ejemplos. Ediciones Universidad Diego Portales.
- Torretti, R. (2010). Estudios filosóficos 2007–2009. Ediciones Universidad Diego Portales.
- Torretti, R. (2012). Inventar para entender. Reflexiones filosóficas sobre la física. Ediciones Universidad Diego Portales.
- Torretti, R. (2013). Estudios filosóficos 2010–2011. Ediciones Universidad Diego Portales.
- Torretti, R. (2013). Manuel Kant. Estudio sobre los fundamentos de la filosofía crítica (Cuarta ed.). Ediciones Universidad Diego Portales.
- Torretti, R. (2014). Estudios filosóficos 2011–2014. Ediciones Universidad Diego Portales.
- Torretti, R. (2019). ''Democracia''. Hitos de la historia de una palabra. Ediciones Universidad Diego Portales.
- Torretti, R., & Cordua, C. (1992). Variedad en la Razón. Ensayos sobre Kant. Editorial de la Universidad de Puerto Rico.
- Torretti, R., & Cordua, C. (2017). Perspectivas. Ediciones Universidad Diego Portales.
- Torretti, R., & Espinoza, M. (2004). Pensar la ciencia. Tecnos.
- Torretti, R., & Mosterín, J. (2010). Diccionario de Lógica y Filosofía de la Ciencia (Segunda ed.). Alianza Editorial.